# لويسينيو (لاعب كرة قدم مواليد 1991)
لويس غوستافو ميليري دا سيلفا أو اختصاراً لويسينيو (مواليد 10 مارس 1991 في ريو دي جانيرو) هو لاعب كرة قدم برازيلي يجيد اللعب كلاعب وسط هجومي. لعب سابقاً في نادي الفيصلي ونادي الوحدة السعودي.

## وصلات خارجية
- لويس غوستافو مرليري دا سيلفا على موقع قاعدة بيانات كرة القدم.إي يو (الإنجليزية)
- لويس غوستافو مرليري دا سيلفا على موقع Soccerway.com (الإنجليزية)